# ブクブク茶

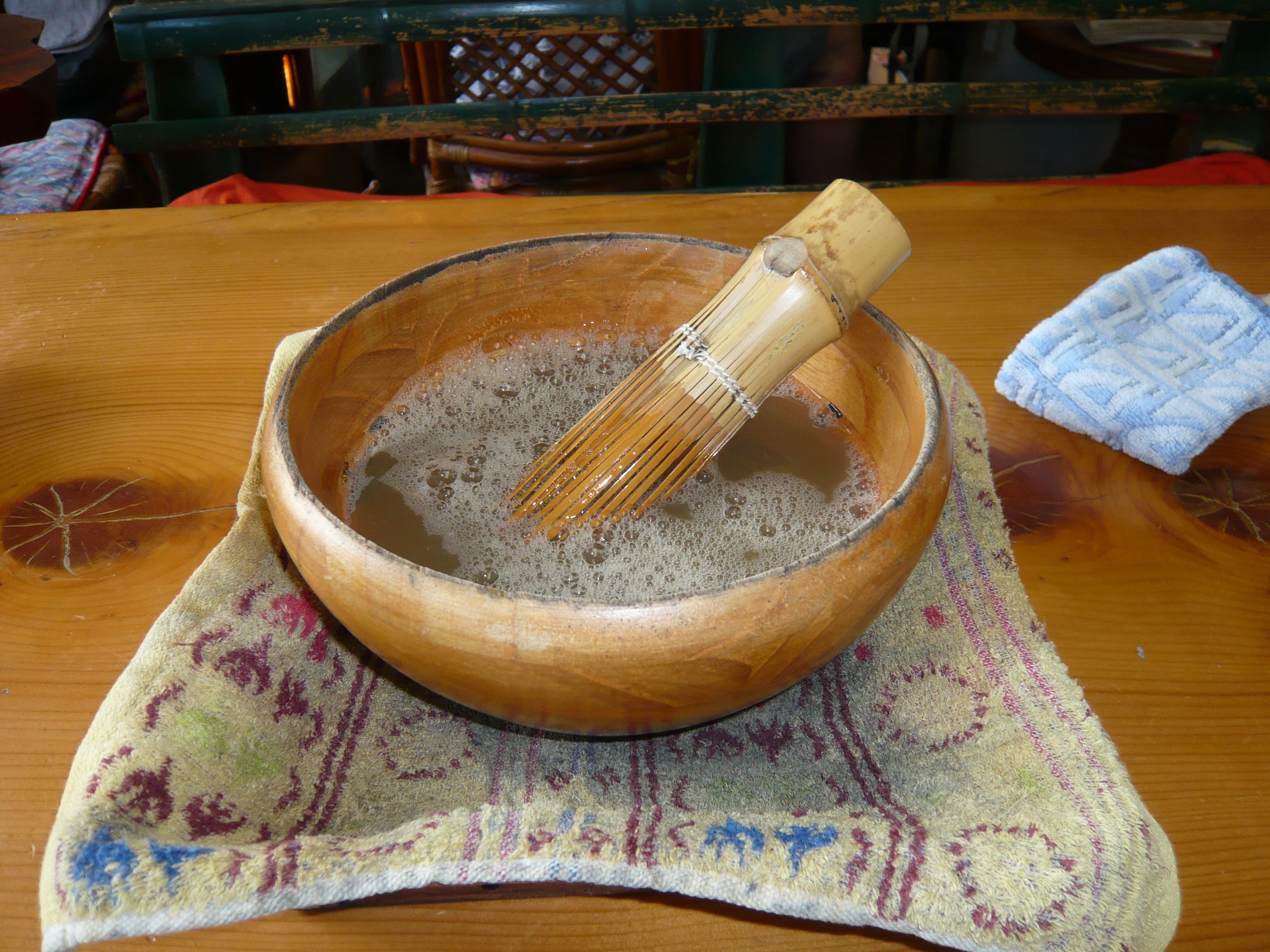
ブクブク茶を泡立てる前

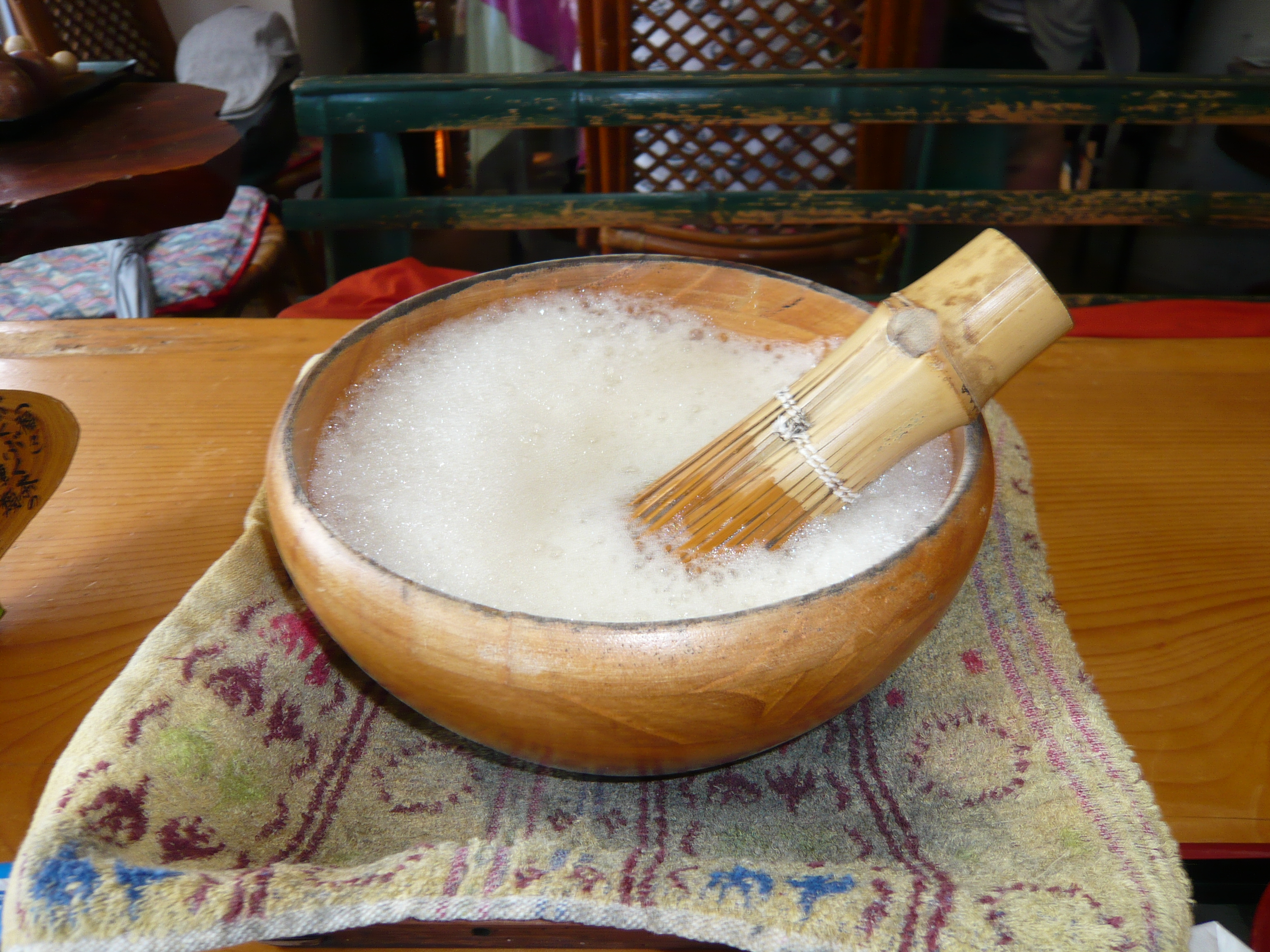
ブクブク茶。茶筅でかき混ぜていくと泡が盛り上がっていく

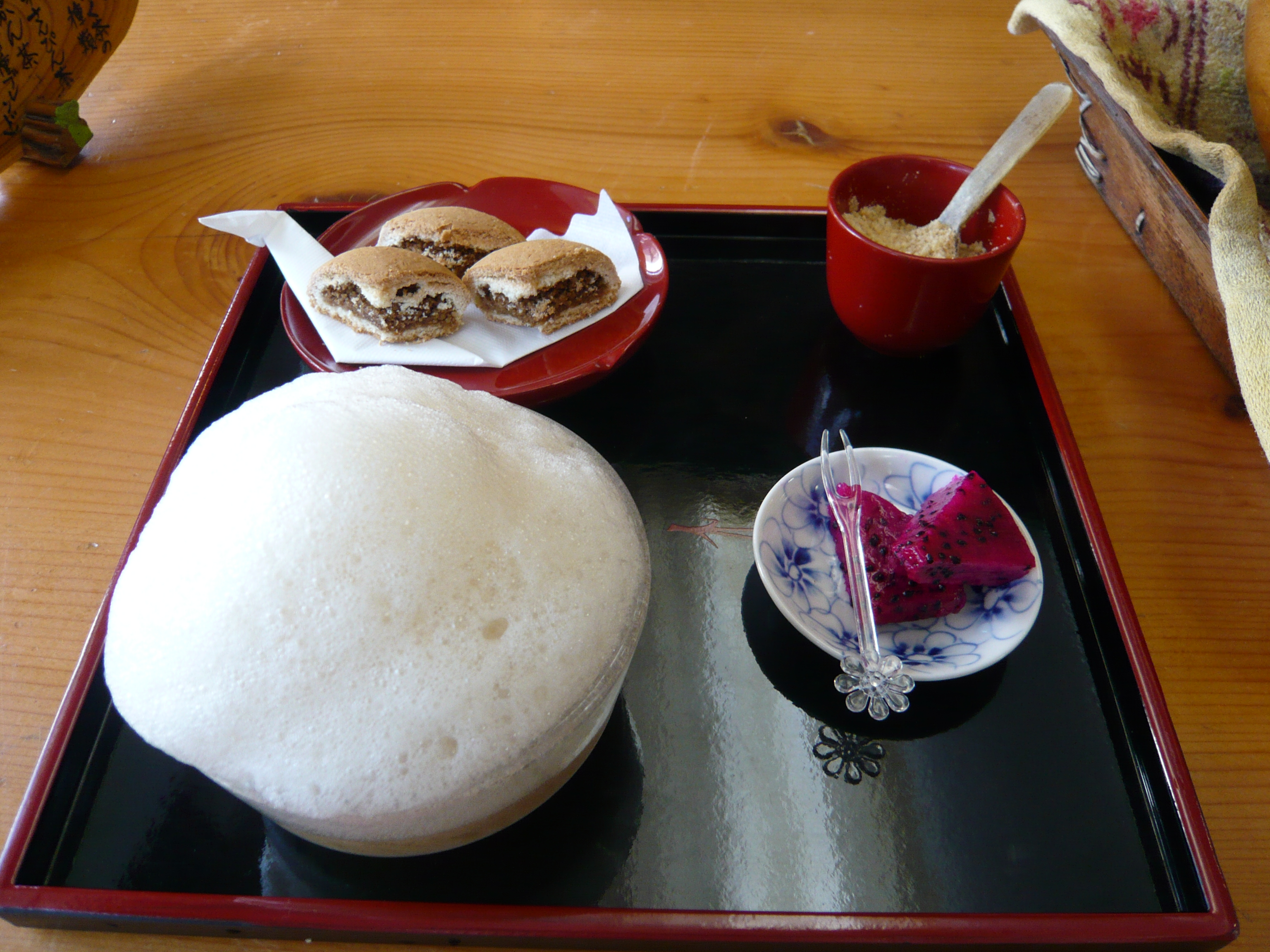
ブクブク茶の完成。砕いた落花生（右上）をふりかけて食する

ブクブク茶（ブクブクちゃ）は、沖縄県で飲まれる振り茶。煎り米を煮だした湯と茶湯を混ぜて泡立て、その泡を茶湯と赤飯の上に盛って飲む。特徴的な泡が、名称の由来である。

## 製法・特徴
土壌が石灰岩や珊瑚礁に由来する沖縄では、水は基本的にアルカリ分を多く含む硬水である。その水で煎り米を煮出し、さんぴん茶や番茶とともにブクブクー皿と呼ばれる直径25cmほどの木鉢に入れる。これを20cm以上の大きな茶筅で泡立て、茶と少量の赤飯が入った茶碗の上にソフトクリームのように盛る。最後に、炒った落花生を上に乗せる。ブクブク茶にとって豊かな泡が最も重要とされ、適切な硬度の水を用いることで1時間経っても消えない泡を立てられるという。また、米の焙煎度合いと濃度が泡立ちに大きく影響する。
他の地域の振り茶と比べると、大きな鉢で人数分の泡をまとめて立てるのが特徴である。正月の期間中の誕生祝や旧暦9月の年日などに振る舞われる点など、徳之島の振り茶である「フイチャ」と共通点が多い。

## 歴史
一説によれば、天正15年（1587年）の北野大茶会で茶の代用として用いられた「こがし」（炒った米粉）が琉球に伝わり、王朝でブクブク茶の原型が作られたという。冊封使の接待などに使われたブクブク茶が広がり、首里の士族などの間で飲まれていた。1757年に漂着した琉球船から聞き取った『大島筆記』によれば、当時の琉球では年配の女性が煎茶を振り茶にして飲んでいたという。那覇や首里を中心に伊計島など琉球各地で近世後半まで飲まれていたと推測されるが、明治時代にはブクブク茶の習慣が下火になった。
さらに第二次世界大戦後は那覇市内の市場で一部の行商人が予約制で販売していたものの、習俗は一時途絶えていた。1950年代後半から復元の動きがあり、有志の研究によって1980年頃に復元された。1992年には沖縄伝統ブクブクー茶保存会が発足している。復元後は茶の儀式としての文化面も研究が進められているほか、沖縄らしさの象徴として同じ冠言葉の「ブクブクコーヒー」が商品化される、などの動きも見られる。
旧琉球王家の代21代当主尚昌の長女井伊文子（1917生- 2004没）は社会奉仕団体「佛桑花の会」（彦根市）の会長、「NPO法人琉球の茶道ぶくぶく茶あけしのの会」（浦添市）の「初代総裁」などをつとめ、婚家のある滋賀県彦根市から滋賀県ほかで「ぶくぶく茶」の普及活動を行なった。

## 関連作品
- 内田康夫『ユタの愛した探偵』（光文社,2017ほか）